# Powiat Märkisch-Oderland
Powiat Märkisch-Oderland (niem. Landkreis Märkisch-Oderland) – powiat w niemieckim kraju związkowym Brandenburgia. Siedzibą powiatu jest Seelow, natomiast największym miastem jest Strausberg. 
Na wschodzie graniczy z polskimi powiatami: gryfińskim, myśliborskim, gorzowskim oraz słubickim.

## Historia
Powiat w obecnej formie powstał w wyniku reformy administracyjnej w 1993 roku.

## Podział administracyjny
W skład powiatu Märkisch-Oderland wchodzi:
- osiem gmin miejskich (niem. amtsangehörige Stadt)
- sześć gmin (niem. amtsfreie Gemeinde)
- sześć urzędów (niem. Amt)

| Lp. | Nazwa gminy                | Ludność (2022) | Powierzchnia km² |
| --- | -------------------------- | -------------- | ---------------- |
| 1   | Altlandsberg               | 9 596          | 106,21           |
| 2   | Bad Freienwalde (Oder)     | 11 834         | 131,73           |
| 3   | Buckow (Märkische Schweiz) | 1 599          | 14,31            |
| 4   | Lubusz (niem. Lebus)       | 3 100          | 54,23            |
| 5   | Müncheberg                 | 6 924          | 151,93           |
| 6   | Seelow                     | 5 255          | 25,28            |
| 7   | Strausberg                 | 26 902         | 67,86            |
| 8   | Wriezen                    | 7 117          | 94,54            |

| Lp. | Nazwa gminy            | Ludność (2022) | Powierzchnia km² |
| --- | ---------------------- | -------------- | ---------------- |
| 1   | Fredersdorf-Vogelsdorf | 14 475         | 16,36            |
| 2   | Hoppegarten            | 18 109         | 31,88            |
| 3   | Letschin               | 3 887          | 141,28           |
| 4   | Neuenhagen bei Berlin  | 19 151         | 19,58            |
| 5   | Petershagen/Eggersdorf | 15 419         | 17,47            |
| 6   | Rüdersdorf bei Berlin  | 15 435         | 70,11            |

| Lp. | Nazwa urzędu         | Ludność (2022) | Powierzchnia km² | Liczba gmin |
| --- | -------------------- | -------------- | ---------------- | ----------- |
| 1   | Barnim-Oderbruch     | 6 826          | 285,13           | 6           |
| 2   | Falkenberg-Höhe      | 4 580          | 173,73           | 4           |
| 3   | Golzow               | 5 120          | 151,20           | 5           |
| 4   | Lubusz (niem. Lebus) | 6 033          | 154,57           | 5           |
| 5   | Märkische Schweiz    | 10 874         | 189,58           | 6           |
| 6   | Seelow-Land          | 8 581          | 305,55           | 7           |

### Zmiany administracyjne
- 1 stycznia 2022
  - rozwiązanie urzędu Amt Neuhardenberg

## Demografia
| Rok  | Mieszkańcy |
| ---- | ---------- |
| 1990 | 174 356    |
| 1995 | 172 577    |
| 2000 | 188 277    |
| 2005 | 192 122    |

| Rok  | Mieszkańcy |
| ---- | ---------- |
| 2010 | 190 502    |
| 2015 | 190 714    |
| 2020 | 197 195    |

## Współpraca zagraniczna
- Polska: Powiat gorzowski[2]
- Polska: Powiat gryfiński
- Polska: Powiat myśliborski
- Polska: Powiat słubicki
- Euroregion Pro Europa Viadrina